# Sentencia de Escorihuela
La sentencia de Escorihuela de 19 de abril de 1277 fue una serie de acuerdos que dio independencia a las poblaciones de la comunidad de aldeas de Teruel con respecto al Concejo de Teruel. Al margen de su relevancia regional, se le considera el origen de la independencia municipal en España.
Las comunidades de aldeas eran una institución de la extremadura aragonesa que agrupaban localidades fronterizas. En caso de guerra, la población de estas podía refugiarse en las cabeceras de la comunidad y debían por ende contribuir a los costes de fortificación de estas. Sin embargo, dichas cabeceras eran independientes de la comunidad en sí generando posibles conflictos con los fueros e instituciones de las ciudades, dado que estos solían extender su jurisdicción al alfoz o tierras vecinas.
La situación legal quedó ratificado en la asamblea de Escorihuela, que reunió tanto a la plega o consejo de las aldeas como al Concejo municipal de Teruel. En ella ambas instituciones delimitaron sus competencias, acordándose amplias capacidades de autogobierno legal y financiero para cada aldea y el envío de representantes diferenciados para comunidad y concejo a las Cortes de Aragón.